# Highsted
Highsted – wieś w Anglii, w hrabstwie Kent, w dystrykcie Swale. Leży 16 km na wschód od miasta Maidstone i 64 km na wschód od centrum Londynu.